# Волшебное приключение
«Волше́бное приключе́ние» (англ. The Magic Roundabout; фр. Pollux – Le manège enchanté) — полнометражный мультфильм совместного производства Великобритании и Франции, приключенческая комедия режиссёра Дейва Бортвика, 2005 года. Для любой зрительской аудитории.

## Сюжет
Вырвавшийся из заточения злобный волшебник Зибад наслал на отчаянную страну настоящий Ледниковый период. И теперь компании отважных друзей необходимо найти три волшебных кристалла, чтобы повернуть зиму вспять и вернуть Зибада обратно в заточенье, но если Зибад найдёт кристаллы первым, то он с их помощью заморозит солнце. Не такая сложная задача, но предстоит её решать Улитке Брайану, Корове Эментруде, Кролику Дилану и псу Даглу.

## Персонажи
- Дагл (или Дугал, фр. Полукс) — пёс породы Спаниель, главный герой мультфильма, постоянно думает о сладком, каждый день придумывает способ, как у Повара украсть пару конфет или печенек, и в один ужасный день он из-за этой жадности доигрался до того, что выпустил Зибада из заточения через дыру карусели, а его хозяйка Флоренц застряла внутри замёрзшей карусели, теперь на протяжении всего мультфильма Дагл стыдится и обвиняет самого себя в этом, но в конце он заглаживает свою вину, бросив последний кристалл в карусель и заточив Зибада обратно.
- Брайан (фр. Амбройс) — улитка, которая ходит в шляпе и с фоторамкой в виде сердечка с портретом Эментруды, тайно влюблен в неё.
- Эментруда (фр. Азалия) — корова, талантливая певица, может петь настолько громко, что может лёд разбить.
- Поезд — живой поезд с тележкой и глазами, появляется, когда Зибеди вызвал его с помощью магической красной коробки с зелёной кнопкой.
- Дилан (фр. Флеппи) — кролик, талантливый музыкант, способен играть на гитаре, а в середине мультфильма, когда наших героев окружает армия скелетов выяснилось, что Дилан так же владеет Каратэ, Дзюдо, Акидо и другими видами боевых искусств.
- Зибеди (фр. Зебулон) — Джек в коробочке, добрый волшебник, делающий жителей маленького городка счастливыми. В мультфильме упоминается, что у него был брат Зибад и тот хотел заморозить весь мир, за что тот заточил его в подземелье, но по вине Дагла он сбежал.
- Зибад (фр. Зибади) —  Джек в коробочке, брат-близнец Зибеди, злобный колдун, одержимый идеей заморозить весь мир.
- Сэм — игрушечный солдатик, который был на карусели. Был оживлён Зибадом и стал его верным спутником, на протяжении всего мультфильма был очень неуклюжим, пока ближе к концу Зибад не бросил его, но Сэм смог с помощью Лося найти Зибада и после битвы выяснилось, что последний из трёх кристаллов был у него в груди.
- Флоренц (фр. Маргот) — подруга и хозяйка Дагла. Во всём знает и учит Дагла хорошим поступкам, иногда дразнит сахарком. На протяжении всего мультфильма вместе с детьми и вожатым была заточена в карусели, под льдом, а ближе к концу мультфильма она чуть не умерла от холода.
- Сверхскелет — появился в середине мультфильма, как страж второго кристалла, собравшись из всех останков скелетов, которых Дилан перебил. Уточняет про некую легенду с бесстрашным воином, за которого принимает Дагла, в качестве оружия имеет костяную палку. Когда Дагл нажал на одну из кнопок на троне, провалился в подземелье, где был добит впоследствии.